# Route nationale 338
Pour les articles homonymes, voir Route 338.
La route nationale 338, ou RN 338, est aujourd'hui une voie rapide de la Métropole Rouen Normandie souvent appelée Sud III par les habitants. Cette route nationale française relie Le Grand-Quevilly à la RN 138 en forêt de la Londe-Rouvray.
Auparavant, la RN 338 reliait Estrées-en-Chaussée (commune d'Estrées-Mons) au Crotoy. À la suite de la réforme de 1972, elle a été déclassée en RD 938 à l'exception des tronçons suivants :
- entre Estrées-en-Chaussée et Péronne, la route avait pris le nom de RN 44 quand celle-ci changea d'itinéraire pour se diriger vers Arras et a été déclassée en RD 44 ;
- entre Doullens et Risquetout, le tronc commun avec la RN 25 a été déclassé en RD 925 ;
- entre Rue et Le Crotoy, elle avait pris le nom de RN 40 quand celle-ci évita Morlay, Le Hamelet et Favières et a été déclassée en RD 940 sauf dans Le Crotoy où elle est devenue la RD 104.

## Ancien tracé d'Estrées-en-Chaussée au Crotoy

### Ancien tracé d'Estrées-en-Chaussée à Albert (D 44 & D 938)
- Estrées-en-Chaussée, commune d’Estrées-Mons D 44 (km 0)
- Doingt D 44 (km 8)
- Péronne D 938 (km 11)
- Cléry-sur-Somme (km 17)
- Maricourt (km 25)
- Fricourt (km 31)
- Bécordel, commune de Bécordel-Bécourt (km 33)
- Albert D 938 (km 40)

### Ancien tracé d'Albert à Doullens (D 938)
- Albert D 938 (km 40)
- Bouzincourt (km 44)
- Hédauville (km 4)
- Forceville (km 50)
- Acheux-en-Amiénois (km 52)
- Louvencourt (km 56)
- Vauchelles-lès-Authie (km 58)
- Sarton (km 61)
- Orville (km 64)
- Le Faubourg, commune d'Authieule (km 67)
- Doullens D 938 (km 70)

### Ancien tracé de Doullens à Auxi-le-Château (D 925 & D 938)
- Doullens D 925 (km 70)
- Risquetout, commune de Doullens D 938 (km 71)
- Occoches (km 76)
- Outrebois (km 77)
- Mézerolles (km 79)
- Frohen-le-Grand (km 82)
- Beauvoir-Wavans (km 85)
- Auxi-le-Château D 938 (km 90)

### Ancien tracé d'Auxi-le-Château au Crotoy (D 938, D 940 & D 104)
- Auxi-le-Château D 938 (km 90)
- Neuilly-le-Dien (km 95)
- Bambou, commune de Brailly-Cornehotte (km 101)
- Estrées-lès-Crécy (km 105)
- Crécy-en-Ponthieu (km 108)
- Machiel (km 113)
- Machy (km 115)
- Regnière-Écluse (km 117)
- Arry D 938 (km 120)
- Rue D 940 (km 124)
- Le Crotoy D 104 (km 131)

## La voie rapide Sud III de la métropole Rouen Normandie
L'appellation « Sud III » est avérée depuis au moins le début des années 2000. Cette voie de circulation existe au moins depuis la fin des années 1980, elle n'est toutefois passée à deux fois deux voies que dans les années 1990.
Il n'existe pas d'autres voies ayant une appellation s'en rapprochant telle que « Sud II » ou « Nord III ». L'origine du nom vient du fait qu'il s'agit du 3e itinéraire important (« rapide ») entrant dans l'agglomération par le sud (le premier étant historiquement l'actuelle (2016) D 938 et le 2e est le boulevard industriel qui relie l'A13 au pont Mathilde via le Rond-point des Vaches). D'ailleurs, les personnes extérieures à la Métropole ont davantage de difficultés à comprendre à quoi correspond cette dénomination d'autant plus qu'aucun panneau de circulation n'officialise le nom de « Sud III ».
Les collectivités locales emploient cette dénomination à l'occasion de projets de travaux au travers d'appels d'offres,. 

### Sorties
- Échangeur entre RN 138 et RN 338 :
  - N138 : Rouen - Centre Rive Gauche, Centre Mercure, Suite Novotel
  - D6028-N28 : Sotteville, Parking Saint Sever, Hôtel Ibis Saint Sever, Hôtel Rouen Saint Sever
  - D938 : Petit-Quevilly - centre, Parc des Expositions, Zénith, Parc Hôtelier
  -   Portion dans l'agglomération de Rouen.
  -  Séparation de la 2 × 2 voies : vers sortie et vers N338.
- RN 1338 Carrefour giratoire :  A 150,  Dieppe,  Le Havre, Petit-Quevilly - Saint Antoine, Zone Portuaire
  -    Fin de portion dans l'agglomération de Rouen. Périphérie de Rouen.
- : Petit-Quevilly - centre, ZI des Quais de Seine
- RD 3 : Petit-Quevilly - centre, ZI des Pâtis
- RD 94 : Grand-Quevilly - Bourg, Petit-Quevilly - Les Bruyères, Sotteville, Centre Commercial et de Loisirs du Bois Cany
- RD 492 : Grand-Quevilly - centre, Saint-Étienne-du-Rouvray, Centre Routier, ZI Ouest
- RD 3 : Petit-Couronne, Grand-Couronne, Zone portuaire
  -  Fin de périphérie de Rouen.
- RD 418 - RN 138/RD 938 :  Amiens,  Reims,  Calais, Saint-Étienne-du-Rouvray, Sotteville, Rouen - Sud, Zénith, Parc des Expositions, Technopôle du Madrillet, ZI Est
- La Route Nationale 338 devient la Route Nationale 138.